# Франко-германское соглашение о Марокко и Конго
Франко-германский договор (нем. Marokko-Kongo-Vertrag) — соглашение, подписанное 4 ноября 1911 года в Берлине между Францией и Германией. Завершило Агадирский кризис.
По соглашению, Германская империя признавала власть Франции над Марокко. Франция, в свою очередь, передавала Германии Конго и часть территории Французской Экваториальной Африки, которые образовали колонию Новый Камерун.